# Айхенберг (Форарльберг)
Айхенберг (нем. Eichenberg) — коммуна (нем. Gemeinde) в Австрии, в федеральной земле Форарльберг.
Входит в состав округа Брегенц. Площадь общины составляет 11,59 км², население — 417 человек (1 января 2021), плотность населения — 36 чел./км². Официальный код — 80212. На территории коммуны расположены руины замка Ругбург.

## Население
| Год  | Численность |
| ---- | ----------- |
| 1869 | 308         |
| 1889 | 302         |
| 1890 | 283         |
| 1900 | 224         |
| 1910 | 214         |
| 1923 | 242         |
| 1934 | 273         |
| 1939 | 265         |
| 1951 | 265         |
| 1961 | 234         |
| 1971 | 291         |
| 1981 | 276         |
| 1991 | 368         |
| 2001 | 384         |
| 2011 | 385         |
| 2021 | 417         |

## Политическая ситуация
Бургомистр коммуны — Херман Гмайнер по результатам выборов 2005 года.
Совет представителей коммуны (нем. Gemeinderat) состоит из 9 мест.